# Gouvernement Iglesias Ricou II
 Aragon
Iglesias I Iglesias III
Le gouvernement Iglesias II est le gouvernement de l'Aragon entre le 7 juillet 2003 et le 9 juillet 2007, durant la VIe législature des Cortes d'Aragon. Il est présidé par Marcelino Iglesias.

## Composition

### Initiale
| Fonction                                                                     | Titulaire | Titulaire                        | Parti |
| ---------------------------------------------------------------------------- | --------- | -------------------------------- | ----- |
| Président de la Députation générale                                          |           | Marcelino Iglesias Ricou         | PSOE  |
| Vice-président Conseiller à la Présidence et aux Relations institutionnelles |           | José Ángel Biel Rivera           | PAR   |
| Conseiller à l'Économie, aux Finances et à l'Emploi                          |           | Eduardo Martín Bandrés Moliné    | PSOE  |
| Conseiller aux Travaux publics, à l'Urbanisme et aux Transports              |           | Javier Velasco Rodríguez         | PSOE  |
| Conseillère à l'Éducation, à la Culture et aux Sports                        |           | María Eva Almunia Badía          | PSOE  |
| Conseiller à l'Environnement                                                 |           | Alfredo Valeriano Boné Pueyo     | PAR   |
| Conseiller à l'Agriculture                                                   |           | Gonzalo Arguilé Laguarta         | PSOE  |
| Conseiller à l'Industrie, au Commerce et au Tourisme                         |           | Arturo Aliaga López              | PAR   |
| Conseiller à la Santé et à la Consommation                                   |           | Alberto Larraz Vileta            | PSOE  |
| Conseillère aux Services sociaux et à la Famille                             |           | Ana de Salas Giménez de Azcárate | PAR   |
| Conseillère à l'Enseignement supérieur, à la Science et à la Technologie     |           | María Teresa Verde Arribas       | Sans  |

### Remaniement du25 mai 2004
- Les nouveaux conseillers sont indiqués en gras, ceux ayant changé d'attributions en italique.

| Fonction                                                                     | Titulaire | Titulaire                                                                   | Parti |
| ---------------------------------------------------------------------------- | --------- | --------------------------------------------------------------------------- | ----- |
| Président de la Députation générale                                          |           | Marcelino Iglesias Ricou                                                    | PSOE  |
| Vice-président Conseiller à la Présidence et aux Relations institutionnelles |           | José Ángel Biel Rivera                                                      | PAR   |
| Conseiller à l'Économie, aux Finances et à l'Emploi                          |           | Eduardo Martín Bandrés Moliné                                               | PSOE  |
| Conseiller aux Travaux publics, à l'Urbanisme et aux Transports              |           | Javier Velasco Rodríguez                                                    | PSOE  |
| Conseillère à l'Éducation, à la Culture et aux Sports                        |           | María Eva Almunia Badía                                                     | PSOE  |
| Conseiller à l'Environnement                                                 |           | Alfredo Valeriano Boné Pueyo                                                | PAR   |
| Conseiller à l'Agriculture                                                   |           | Gonzalo Arguilé Laguarta                                                    | PSOE  |
| Conseiller à l'Industrie, au Commerce et au Tourisme                         |           | Arturo Aliaga López                                                         | PAR   |
| Conseillère à la Santé et à la Consommation                                  |           | Luisa María Noeno Ceamanos                                                  | PSOE  |
| Conseiller aux Services sociaux et à la Famille                              |           | Ana de Salas Giménez de Azcárate (jusqu'au 23/01/2006) Miguel Ferrer Górriz | PAR   |
| Conseiller à l'Enseignement supérieur, à la Science et à la Technologie      |           | Alberto Larraz Vileta                                                       | PSOE  |

### Remaniement du9 juin 2006
- Les nouveaux conseillers sont indiqués en gras, ceux ayant changé d'attributions en italique.

| Fonction                                                                     | Titulaire | Titulaire                    | Parti |
| ---------------------------------------------------------------------------- | --------- | ---------------------------- | ----- |
| Président                                                                    |           | Marcelino Iglesias Ricou     | PSOE  |
| Vice-président Conseiller à la Présidence et aux Relations institutionnelles |           | José Ángel Biel Rivera       | PAR   |
| Conseiller à l'Économie, aux Finances et à l'Emploi                          |           | Alberto Larraz Vileta        | PSOE  |
| Conseiller aux Travaux publics, à l'Urbanisme et aux Transports              |           | Javier Velasco Rodríguez     | PSOE  |
| Conseillère à l'Éducation, à la Culture et aux Sports                        |           | María Eva Almunia Badía      | PSOE  |
| Conseiller à l'Environnement                                                 |           | Alfredo Valeriano Boné Pueyo | PAR   |
| Conseiller à l'Agriculture                                                   |           | Gonzalo Arguilé Laguarta     | PSOE  |
| Conseiller à l'Industrie, au Commerce et au Tourisme                         |           | Arturo Aliaga López          | PAR   |
| Conseillère à la Santé et à la Consommation                                  |           | Luisa María Noeno Ceamanos   | PSOE  |
| Conseiller aux Services sociaux et à la Famille                              |           | Miguel Ferrer Górriz         | PAR   |
| Conseillère à l'Enseignement supérieur, à la Science et à la Technologie     |           | Ángela Abós Ballarín         | PSOE  |